# Аугсбург
Аугсбург (на немски: Augsburg) е град в Германия, провинция Бавария с население 267 121 жители (2009).
Името му произхожда от названието на римското селище от 15 пр.н.е. Аугуста Винделикорум (Augusta Vindelicorum). Има богато историческо минало с много паметници от Средновековието. Шосеен и жп транспортен възел.

## География
Аугсбург се намира в Южна Германия, провинция Бавария. Разположен е на 494 метра надморска височина на Баварското плато, около реките Вертах и Лех. Той е третият по големина град в Бавария след Мюнхен и Нюрнберг. 36% от площта на града представляват жилищни сгради и инфраструктура, 24% от площта са гори.
Климатът е смесица от влажен атлантически и сух континентален климат. Средногодишната температура е 8,2 °C. Най-топлите месеци са юни, юли и август (максимална температура 31,1 °C през юли), а най-студените – декември, януари и февруари (минимална температура -13,6 °C през януари).

## Население
Към 31 декември 2009 г. в Аугсбург живеят 267 121 души, от които 16% чужденци. Средната възраст на населението е 42,1 г.

### Население през годините
| Година | Население |
| ------ | --------- |
| 1600   | 46 000    |
| 1635   | 16 432    |
| 1806   | 26 200    |
| 1825   | 29 000    |
| 1871   | 51 220    |
| 1890   | 75 629    |
| 1900   | 89 109    |
| 1910   | 102 487   |
| 1925   | 165 522   |
| 1933   | 176 575   |
| 1939   | 185 369   |
| 1950   | 185 183   |
| 1961   | 208 659   |
| 1970   | 211 566   |
| 1975   | 252 000   |
| 1980   | 246 600   |
| 1985   | 244 200   |
| 1997   | 257 300   |
| 2006   | 269 449   |

## История
Аугсбург е основан през 15 пр.н.е. от Нерон Клавдий Друз и Тиберий като Augusta Vindelicum. Малко след това става столица на римската провинция Ретия.
През 955 г. епископ Улрих защитава града срещу унгарците. През 1316 г. градът получава статут на свободен град. През 1521 г. е основано най-старото социално общежитие в света – Фугерай (наименованието произхожда от фамилията на богатия търговец Фугер).
По времето на Албрехт V част от мюнхенските протестанти се преместват в Аугсбург, където могат да упражняват свободно вярата си.
През 1555 г. в града е подписан Аугсбургският мирен договор, който официално слага край на религиозната война. През 1620 г. е завършен строежът на сградата на кметството. През 1632 г. шведският крал Густав II Адолф превзема града по време на Тридесетгодишната война.
През 1806 г. Аугсбург попада в новосъздадената държава Кралство Бавария. През 1840 г. е пуснат първият влак по линията между Аугсбург и Мюнхен. По време на Втората световна война през 1944 г. градът е бомбардиран тежко. През 1970 г. е основан Аугсбургският университет.

## Икономика
Аугсбург е промишлен и търговски център. В града се развиват машиностроителна, енергетична, полиграфическа, самолетостроителна, текстилна и хранително-вкусова промишленост.

## Транспорт
През Аугсбург минава магистралата A8, свързваща Мюнхен с Щутгарт. Има жп гара, на която спират бързи влакове. Пътуването с влак до Мюнхен и Щутгарт трае съответно 0,5 и 1,5 часа.
Летището на Аугсбург е открито на 22 юни 1968 г. От 1945 до 1964 г. то се намира под американски контрол. През 2010 г. на летището не се провеждат редовни полети.

## Образование
В Аугсбург има две висши училища и университет.

## Спорт
Футболният отбор на града носи името „Аугсбург“. През сезон 2011/12 играе в Първа Бундеслига.

## Побратимени градове
- Инвърнес, Шотландия
- Амагасаки, Япония
- Нагахама, Япония
- Бурж, Франция
- Дейтън, Охайо, САЩ
- Либерец, Чехия
- Дзинан, Китай

## Личности, свързани с Аугсбург
- Волфганг Бехлер (1925 – 2007), немски писател
- Бертолт Брехт (1898 – 1956), немски писател
- Рудолф Дизел (1858 – 1913), немски изобретател
- Леополд Моцарт (1719 – 1787), баща на Волфганг Амадеус Моцарт
- Шерил Лий – (1967), актриса от САЩ[13]